# Solatisonax contexta
Solatisonax contexta is een slakkensoort uit de familie van de Architectonicidae. De wetenschappelijke naam van de soort is voor het eerst geldig gepubliceerd in 1876 door G. Seguenza.